# Pentagonia involucrata
Pentagonia involucrata är en måreväxtart som beskrevs av Charlotte M. Taylor. Pentagonia involucrata ingår i släktet Pentagonia och familjen måreväxter. IUCN kategoriserar arten globalt som starkt hotad. Inga underarter finns listade i Catalogue of Life.